# Arthonia

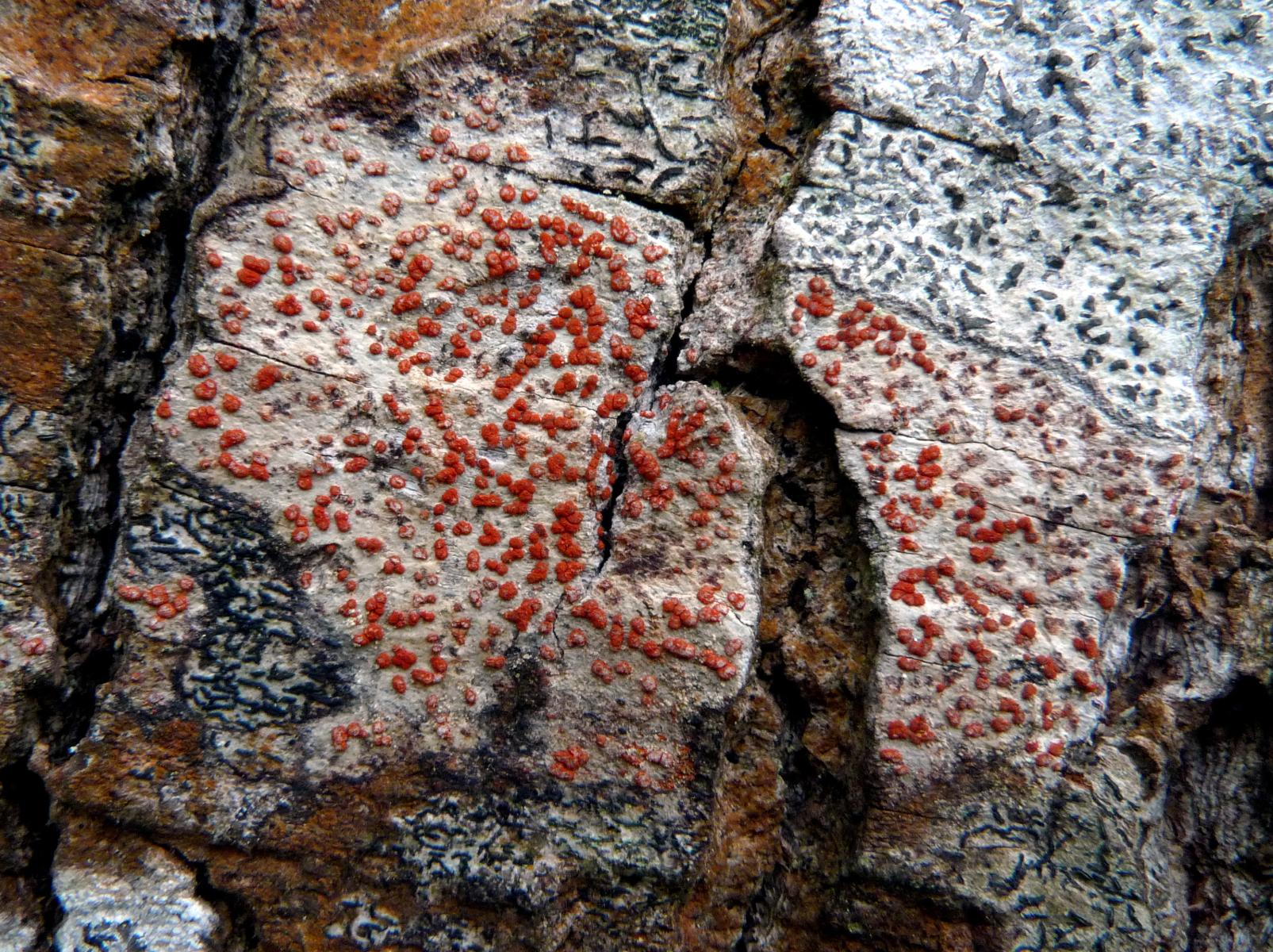
Plamica czerwonawa

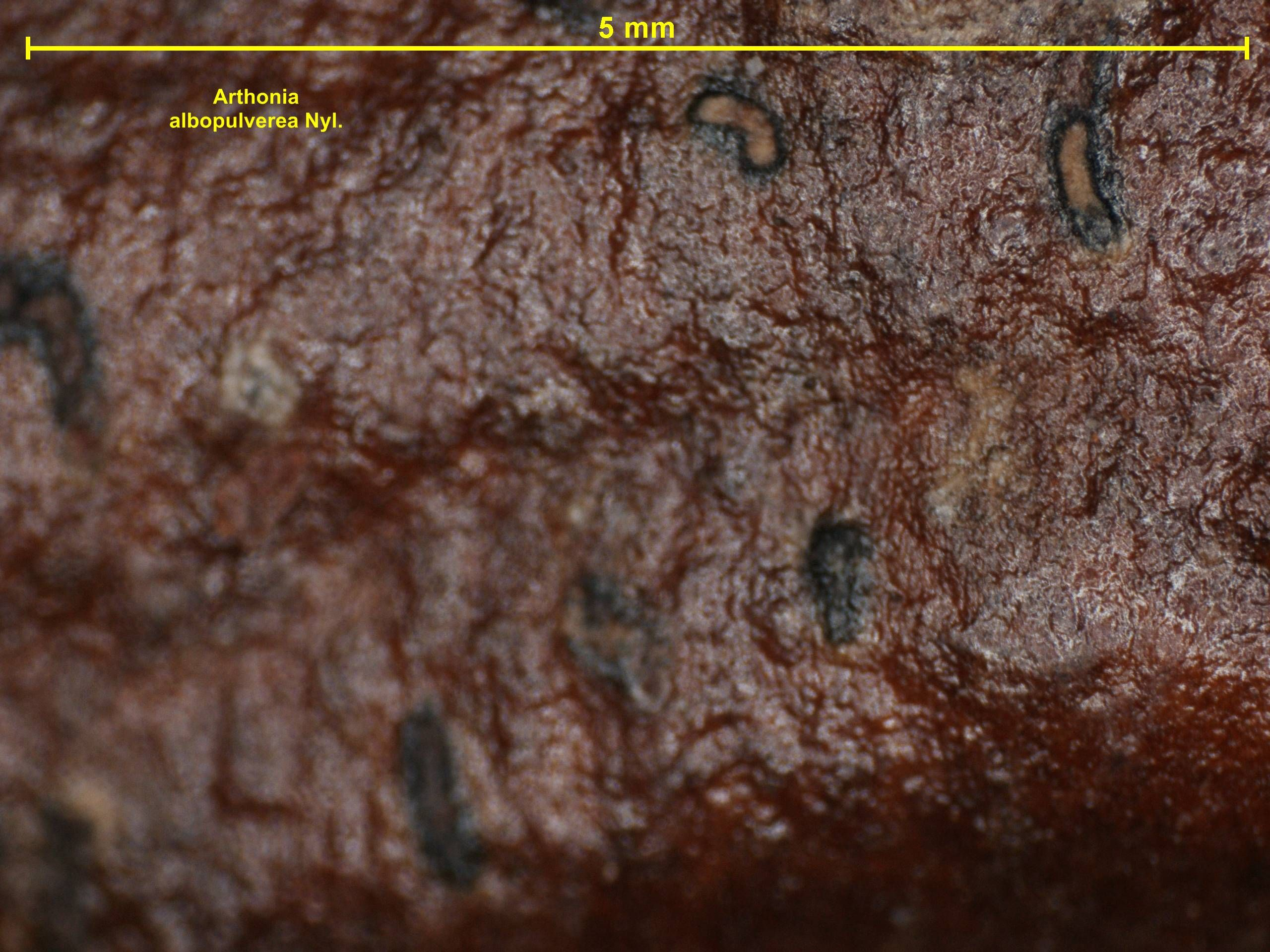
Arthonia albopulverea

Arthonia Ach. (plamica) – rodzaj grzybów z rodziny plamicowatych (Arthoniaceae). Niektóre gatunki zaliczane są do grzybów naporostowych, niektóre ze względu na współżycie z glonami do porostów.

## Systematyka i nazewnictwo
Pozycja w klasyfikacji według Index Fungorum: Arthonia, Arthoniaceae, Arthoniales, Arthoniomycetidae, Arthoniomycetes, Pezizomycotina, Ascomycota, Fungi.
Nazwa polska według Krytycznej listy porostów i grzybów naporostowych Polski. Synonimy naukowe:
Allarthonia (Nyl.) Zahlbr.
Allarthotheliomyces Cif. & Tomas.,
Allarthothelium (Vain.) Zahlbr.,
Ameropeltomyces Bat. & H. Maia,
Arthonia sect. Lecideopsis Almq.,
Arthoniomyces E.A. Thomas ex Cif. & Tomas.,
Arthoniopsis Müll. Arg.,
Asterotrema Müll. Arg.,
Aulaxinomyces Cif. & Tomas.,
Bryostigma Poelt & Döbbeler,
Caldesia Trevis.,
Celidiopsis A. Massal.,
Celidium Tul.,
Charcotia Hue,
Coccopeziza Har. & P. Karst.,
Coniangium Fr.,
Conida A. Massal.,
Conidella Elenkin,
Coniocarpon DC.,
Conioloma Flörke,
Craterolechia A. Massal.,
Dermatina (Almq.) Zahlbr.,
Diarthonis Clem.,
Glyphidium A. Massal.,
Lecideopsis (Almq.) Rehm,
Leprantha Dufour ex Körb.,
Manilaea Syd. & P. Syd.,
Merarthonis Clem.,
Mycarthonia Reinke,
Mycasterotrema Räsänen,
Mycoporum subgen. Dermatina Almq.,
Naevia Fr.,
Pachnolepia A. Massal.,
Phacothecium Trevis.,
Phlegmophiale Zahlbr.,
Plearthonis Clem.,
Pseudoarthonia Marchand,
Spilodium A. Massal.,
Tomaselliella Cif.,
Tomaselliellomyces Cif.,
Trachylia Fr.,
Xerodiscus Petr.

## Gatunki występujące w Polsce
- Arthonia apotheciorum (A. Massal.) Almq. 1880 – plamica misecznicowa[4]
- Arthonia arthonioides (Ach.) A.L. Sm. 1911 – plamica plamista
- Arthonia atra (Pers.) A. Schneid. 1898 – tzw. pismaczek czarny
- Arthonia byssacea (Weigel) Almq. 1880[5] – plamica filcowata
- Arthonia calcarea (Turner ex Sm.) Ertz & Diederich 2009 – tzw. pismaczek nawapienny, p. Chevalliera
- Arthonia cinereopruinosa Schaer. 1850 – plamica szarawa[5]
- Arthonia cinnabarina (DC.) Wallr. 1831 – plamica czerwonawa[6]
- Arthonia didyma Körb. 1853 – plamica dwoista
- Arthonia dispersa (Schrad.) Nyl. 1861 – plamica rozsiana
- Arthonia elegans (Ach.) Almq. 1880 – plamica nadobna
- Arthonia endlicheri (Garov.) Oxner 1956 – plamica Endlichera
- Arthonia excentrica Th. Fr. 1867 – plamica liszajcowa[5]
- Arthonia exilis (Flörke) Anzi 1860 – plamica cienka
- Arthonia fuliginosa (Turner & Borrer) Flot. 1850 – plamica ciemnobrunatna
- Arthonia fuscopurpurea (Tul.) R. Sant. 1960 – plamica ciemnopurpurowa
- Arthonia insitiva (Körb.) Clauzade, Diederich & Cl. Roux 1989[5] – plamica pasożytnicza
- Arthonia lapidicola (Taylor) Branth & Rostr. 1869 – plamica kamienna
- Arthonia lecanoricola Alstrup & Olech 1996[5] – plamica misecznicowa
- Arthonia leucopellaea (Ach.) Almq. 1880 – plamica biaława
- Arthonia mediella Nyl. 1859 – plamica pośrednia
- Arthonia muscigena Th. Fr. 1865 – plamica mchowa
- Arthonia patellulata Nyl. 1853 – plamica miseczkowata
- Arthonia peltigerina (Almq.) H. Olivier 1917[5] – plamica pawężnicowa
- Arthonia phaeophysciae Grube & Matzer 1997
- Arthonia pruinata (Pers.) Steud. ex A.L. Sm. 1911 – plamica przyprószona
- Arthonia psimmythodes Nyl. 1881[5] – plamica wątpliwa
- Arthonia punctiformis Ach. 1808 – plamica kropkowata
- Arthonia radiata (Pers.) Ach. 1808 – plamica promienista
- Arthonia spadicea Leight. 1854 – plamica kasztanowata
- Arthonia sphyridii (J. Steiner) Clauzade, Diederich & Cl. Roux 1989[5] – plamica pusta
- Arthonia stereocaulina (Ohlert) R. Sant. 1993[5] – plamica chróścikowa
- Arthonia varians (Davies) Nyl. – plamica zmienna[7]
- Arthonia vinosa Leight. 1856 – plamica ponura

Nazwy naukowe na podstawie Index Fungorum. Wykaz gatunków i nazwy polskie według W. Fałtynowicza oraz K. Czyżewskiej i M. Kukwy.